# Jozef Valachovič
Jozef Valachovič (* 12. Juli 1975 in Bratislava) ist ein ehemaliger slowakischer Fußballspieler.

## Leben
Zu seinen Stärken zählt die Beidbeinigkeit, das ausgeprägte Kopfballspiel und das Stellungsspiel. Darüber hinaus ist er ein erfolgreicher Elfmeter-Schütze. Valachovič kann in der Innenverteidigung und im defensiven Mittelfeld eingesetzt werden.
Von 2005 bis 2007 spielte der slowakische Teamverteidiger für den österreichischen Rekordmeister SK Rapid Wien. In der Saison 2004/05 wurde er mit Rapid Österreichischer Meister. Sein vermutlich wichtigstes Tor erzielte er am 23. August 2005 im Spiel zwischen Lokomotive Moskau und Rapid Wien (Endstand 0:1). Dieses Tor ermöglichte Rapid den Einzug in die Hauptrunde der UEFA Champions League 2005/06, in der er jedoch den wichtigen Elfer im ersten Gruppenspiel zum 1:1 gegen die Bayern verschoss (Spielendstand 0:1).
Im Mai 2007 wechselte der slowakische Innenverteidiger von Rapid zum niederösterreichischen Verein ASK Schwadorf in die zweite Spielklasse, wo er eine Spielzeit lang spielte.
Ab der Spielzeit 2008/09 schloss Valachovič sich dem slowakischen Erstligaverein ŠK Slovan Bratislava an. Von Sommer 2010 bis Herbst 2012 spielte er wieder in Österreich und fungierte als Spielertrainer in der niederösterreichischen Gebietsliga Süd Süd Ost bei FK Hainburg. Dort legte er Anfang September sein Amt als Cheftrainer zurück und war anschließend in Tschechien bei 1. FK Dukla Pribram als Co-Trainer angestellt. Mitte 2014 wechselte er in gleicher Funktion zu Slovan Liberec.